# Pollenia viridiventris
Pollenia viridiventris este o specie de muște din genul Pollenia, familia Calliphoridae, descrisă de Macquart în anul 1847. Conform Catalogue of Life specia Pollenia viridiventris nu are subspecii cunoscute.